# Charlie Chan in Mexiko
Charlie Chan in Mexiko ist ein US-amerikanischer Kriminalfilm aus dem Jahr 1946 von Philip Rosen mit Sidney Toler, der zum 18. Mal den von Earl Derr Biggers erfundenen chinesisch-hawaiianischen Detektiv spielt.

## Handlung
Als in Mexiko-Stadt versucht wird, die Papiere des mysteriösen Alfred Wyans zu stehlen, bittet dessen Sekretär Walter Dorn, der verdeckt mit der US-Regierung zusammenarbeitet, den mexikanischen Polizeiinspektor Carvero, Charlie Chan holen zu lassen. Am nächsten Tag wird Dorn während einer Mittagsparty im Haus von Wyans erschossen, doch bevor er stirbt, gelingt es ihm, ein paar kryptische Buchstaben auf seiner Schreibmaschine zu tippen. 
Nachdem Chan, ein alter Freund von Carvero, in Begleitung seines dritten Sohnes Tommy und seines Assistenten Chattanooga Brown eintrifft, erzählt der Inspector ihm, dass am Tatort keine Waffe gefunden wurde und dass, obwohl die Gäste nur einen Schuss hörten, zwei Einschusslöcher entdeckt wurden. Chan erklärt Carvero, dass Wyans‘ Papiere die Entdeckung eines neuen Elements enthüllen, das in einer Bombe verwendet werden könnte, die um ein Vielfaches stärker als die Atombombe ist. Chan verdächtigt einige der Partygäste, darunter Marguerite Fontan, in die Carvero verliebt ist, den ehemaligen Waffenschmuggler Edmund Slade, der aktive Schmuggler Joseph Bradish, die Gräfin Irena, eine Sängerin, und Charles Masack, ein Nazi-Propagandist. Nachdem er die Gäste befragt hat, begleitet Chan Carvero zum Polizeilabor und erfährt, dass die Kugel, die Dorn getötet hat, keine Schussspuren aufweist, was darauf hindeutet, dass sie nicht aus einer Waffe abgefeuert wurde. 
Wyans beschwert sich bei der Polizei, dass seine Schreibmaschine gestohlen wurde, und Chan warnt ihn, seine Papiere zu schützen. Chan enthüllt, dass Marguerite Verbindungen in die Tschechoslowakei hat, wo die Papiere von Wyans den Alliierten gestohlen wurden. Während alle Verdächtigen beim Abendessen sind, durchsuchen Chan und Carvero Wyans Gepäck, werden aber von den anderen unterbrochen, die alle die gleiche Idee haben. Nachdem die Verdächtigen gegangen sind, entdecken Chan und der Inspector die fehlende Schreibmaschine. Wyans erzählt ihnen, dass er weiß, wie Dorn getötet wurde, doch bevor er die Antwort preisgeben kann, wird er auf die gleiche Weise wie Dorn erschossen. In dem Nachtclub, in dem Irena singt, erklärt Chan, dass sie keine Adlige ist, sondern mit Charles Masack verheiratet ist, der für mehrere Länder spioniert. Irena beginnt, das Geheimnis preiszugeben, doch auch sie wird getötet. Nachdem auf ähnliche Weise ein Attentat auf Chan verübt wird, versucht Chan herauszufinden, warum auf Dorns Schreibtisch eine Flasche unauslöschlicher chinesischer roter Tinte gefunden wurde. Carvero macht die chinesische Künstlerin Iris Ling ausfindig, die Wyans‘ Hotel vor Dorns Tod besuchte. Iris erzählt Chan, dass sie Wyans die Tinte für seine „Bandarillas“ verkauft hat. Chan vermutet, dass es sich bei den „Bandarillas“ tatsächlich um seine Schreibmaschinenbänder handelte. Sie untersuchen das Farbband, das Dorn vor seinem Tod von der Schreibmaschine entfernt hat, und entdecken darauf mit unauslöschlicher Tinte geschriebene geheime Informationen. Chan befreit Marguerite von ihrem Verdacht, als er erklärt, dass ihr Onkel das geheime Element entdeckt hat. Anschließend erklärt er, dass Bradish die Morde begangen habe, um an die Informationen zu gelangen, indem er ein als Thermostat getarntes Fernbedienungsgerät verwendet habe, das die Kugel explodieren ließ, die er zuvor in die Taschen oder Geldbörsen seiner Opfer gesteckt hatte.

## Hintergrund
Gedreht wurde der Film im September 1945. Hintergrundaufnahmen entstanden in Mexiko-Stadt.
Vin Taylor und Charles S. Thompson waren für das Szenenbild zuständig.
Dies war der erste, von insgesamt nur zwei, aus der Serie der von Monogram produzierten Charlie-Chan-Filme, in dem Sidney Tolers Sidekick nicht von Mantan Moreland, in der Rolle von Chans Chauffeur und Assistenten Birmingham Brown, verkörpert wurde, sondern von Willie Best. Eine Erklärung für den Wechsel wird im Film nicht gegeben, Chan stellt ihn seinem mexikanischen Polizeikollegen lediglich als seinen "neuen Chaffeur" Chattanooga Brown vor, den Cousin von Birmingham Brown. Der reale Grund für den Tausch war jedoch die Unabkömmlichkeit von Moreland für die Dreharbeiten aufgrund von Theatervorstellungen. Willie Best spielte den Chattanooga Brown noch ein zweites und letztes Mal im darauffolgenden Jahr, in Charlie Chan – Gefährliches Geld (1946).

## Synchronisation
Die deutsche Synchronfassung entstand 1978 im Auftrag der Lingua Film GmbH in München unter der Dialogregie von Gert Rabanus.
| Rolle             | Schauspieler       | Deutscher Synchronsprecher |
| ----------------- | ------------------ | -------------------------- |
| Charlie Chan      | Sidney Toler       | Klaus Höhne                |
| Insp. Carvero     | Fortunio Bonanova  | Franz Rudnick              |
| Tommy Chan        | Benson Fong        | Holger Ungerer             |
| Alfred Wyans      | Robert E. Keane    | Ulrich Beiger              |
| Chattanooga Brown | Willie Best        | Jürgen Clausen             |
| Marguerite Fontan | Carol Hughes       | Elke Arendt                |
| Gräfin Irena      | Marjorie Hoshelle  | Ingrid Capelle             |
| Charles Masack    | Don Costello       | Hans Korte                 |
| Prentiss          | Charles Trowbridge | Gustl Datz                 |
| Walter Dorn       | Donald D. Taylor   | Tommi Piper                |
| Kriminaltechniker | Lucio Villegas     | Peter Böhlke               |

Anmerkung: Die kursiv geschriebenen Namen sind Rollen und Darsteller, die nicht im Abspann erwähnt wurden.

## Veröffentlichung
Die Premiere des Films fand am 2. Februar 1946 statt. In der Bundesrepublik Deutschland wurde er am 8. November 1978 im deutschen Fernsehen ausgestrahlt.